# Генерал Тодоров
Генерал Тодоров је насељено место у општини Петрич у области Благоевград, Бугарска. Према попису из 2021. године било је 629 становника.
Према бугарском географу и историчару, Василу Канчову, у Генерал Тодорову је 1900. године живело 114 Словена хришћана и 80 Турака. Насеље носи име по бугарском генералу Георги Тодорову.